# Bartosz Szeliga
Bartosz Szeliga [bartoš šeliga] (* 10. ledna 1993 Nowy Sącz) je polský fotbalový záložník či obránce, od ledna 2013 působící v klubu Piast Gliwice. Je bývalým mládežnickým reprezentantem Polska. Nastupuje na kraji zálohy. Jeho mladší bratr Michał je fotbalový obránce, který od sezony 2013/14 hraje za A-tým Sandecja Nowy Sącz.

## Klubová kariéra
Je odchovancem klubu Sandecja Nowy Sącz, v jehož dresu debutoval v seniorské kopané.

### Piast Gliwice
V zimním přestupovém období sezony 2012/13 odešel na hostování do jiného polského klubu Piast Gliwice.

#### Sezona 2012/13
V Ekstraklasa za Piast debutoval v ligovém utkání 16. kola (25. 2. 2013) proti mužstvu Górnik Zabrze (prohra Gliwic 1:0), odehrál celý zápas. Do konce ročníku si připsal dva starty, v kterých branku nedal.

#### Sezona 2013/14
V lednu 2014 do klubu přestoupil. Svůj první gól za tým a zároveň premiérový v ročníku vstřelil proti klubu Widzew Łódź, když v 81. minutě otevřel skore zápasu (utkání nakonec skončilo remízou 1:1). Sezonu zakončil s bilancí 14 odehraných zápasů, v nichž se jednou střelecky prosadil.

#### Sezona 2014/15
V 8. kole (14. září 2014) proti týmu Górniku Zabrze vstřelil v 84. minutě rozhodující branku na 2:1. Další přesný střelecký zásah si připsal v následujícím kole, když vstřelil na domácí půdě první branku svého týmu proti KS Cracovia (výhra Piastu 4:2). 3. 11. 2014 na půdě týmu Podbeskidzie Bielsko-Biała vsítil v 70. minutě svůj třetí gól v ročníku (zápas skončil výhru Piastu 4:2). O dva týdny později vstřelil proti Lechu Poznaň vyrovnávací gól na 2:2 (utkání skončilo výhrou Gliwic 3:2). 7. 3. 2015 vstřelil v utkání proti Górniku Zabrze (remíza 2:2) svoji pátou branku v ročníku, když v 64. minutě dal branku na 2:1. Dohromady v ročníku odehrál 31 utkání, dal v nich pět branek.

#### Sezona 2015/16
15. října 2015 podepsal s mužstvem nový kontrakt na dva a půl roku. Ve 21. kole v zápase hraném 20. prosince 2015 proti Lechu Poznań vsítil v 15. minutě první rozhodující gól střetnutí (zápas skončil výhrou Piastu 2:0) a zároveň dal svoji premiérovou branku v ročníku. Podruhé v ročníku se střelecky prosadil v nadstavbové části (v celkově 30. kole) proti klubu Jagiellonia Białystok (výhra Piastu 2:0), když ve 37. minutě dal rozhodující branku. Svůj třetí gól v sezoně dal v utkání 6. kola nadstavbové části (celkově 36. kola) proti Ruch Chorzów (výhra Piastu 3:0). Celkem v ročníku 2015/16 odehrál 25 utkání, ve kterých se třikrát střelecky prosadil. V sezoně s týmem dosáhl historického umístění, když jeho klub skončil na druhé příčce a kvalifikoval se do druhého předkola Evropské ligy UEFA.

#### Sezona 2016/17
S Piastem se představil ve 2. předkole Evropské ligy UEFA, kde klub narazil na švédský tým IFK Göteborg, kterému podlehl 0:3 a remízoval s ním 0:0. Poprvé v sezoně se prosadil v utkání 1. kola hraného 17. 7. 2016 proti mužstvu KS Cracovia (prohra 1:5), když v 76. minutě vstřelil jedinou branku svého týmu v střetnutí.

## Klubové statistiky
Aktuální k 28. květnu 2016
| Sezona  | Klub                  | Soutěž      | Zápasy | Góly |
| ------- | --------------------- | ----------- | ------ | ---- |
| 2010/11 | Sandecja Nowy Sącz    | I liga      | 7      | 0    |
| 2011/12 | Sandecja Nowy Sącz    | I liga      | 14     | 1    |
| 2012/13 | Sandecja Nowy Sącz    | I liga      | 15     | 3    |
| 2012/13 | Piast Gliwice (host.) | Ekstraklasa | 2      | 0    |
| 2013/14 | Piast Gliwice         | Ekstraklasa | 14     | 1    |
| 2014/15 | Piast Gliwice         | Ekstraklasa | 31     | 5    |
| 2015/16 | Piast Gliwice         | Ekstraklasa | 25     | 3    |

## Reprezentační kariéra
Bartosz Szeliga odehrál v roce 2013 dva zápasy za Polsko U20.